# Neslihan Bozkaya
Neslihan Bozkaya (* 23. Juni 2002 in Hınıs) ist eine türkisch-aserbaidschanische Fußballspielerin.

## Karriere

### Verein
Von 2014 bis 2016 spielte Bozkaya im Jugendverein von Fatih Vatan S.K. Danach wechselte sie 2016 bei Kemer FK.

### Nationalmannschaft
Bozkaya wurde 2018 in die aserbaidschanischen U17-Frauennationalmannschaft berufen. 2019 spielte sie für die Aserbaidschan U-19. Seit 2020 ist sie bei der Aserbaidschanische Fußballnationalmannschaft der Frauen aktiv. Bisher absolvierte sie 1 Länderspiel.